# Journal of Human Genetics
Ne doit pas être confondu avec American Journal of Human Genetics.
Pour les articles homonymes, voir JHG.
Journal of Human Genetics est une revue scientifique mensuelle évaluée par des pairs couvrant tous les aspects de la génétique humaine et de la génomique. Elle a été créée en 1956 sous le titre Japanese Journal of Human Genetics et a été publiée de manière indépendante par la Japan Society of Human Genetics. En 1998, Springer Science+Business Media en a repris l'édition et fit passer la fréquence de publication de bimensuelle à mensuelle. Depuis janvier 2009, elle est publiée par Nature Publishing Group et depuis 2014, Naomichi Matsumoto (en) de l'université municipale de Yokohama en est le rédacteur en chef. Selon le Journal Citation Reports, le journal a un facteur d'impact, en  2014, de 2.462.